# غزوة بحران

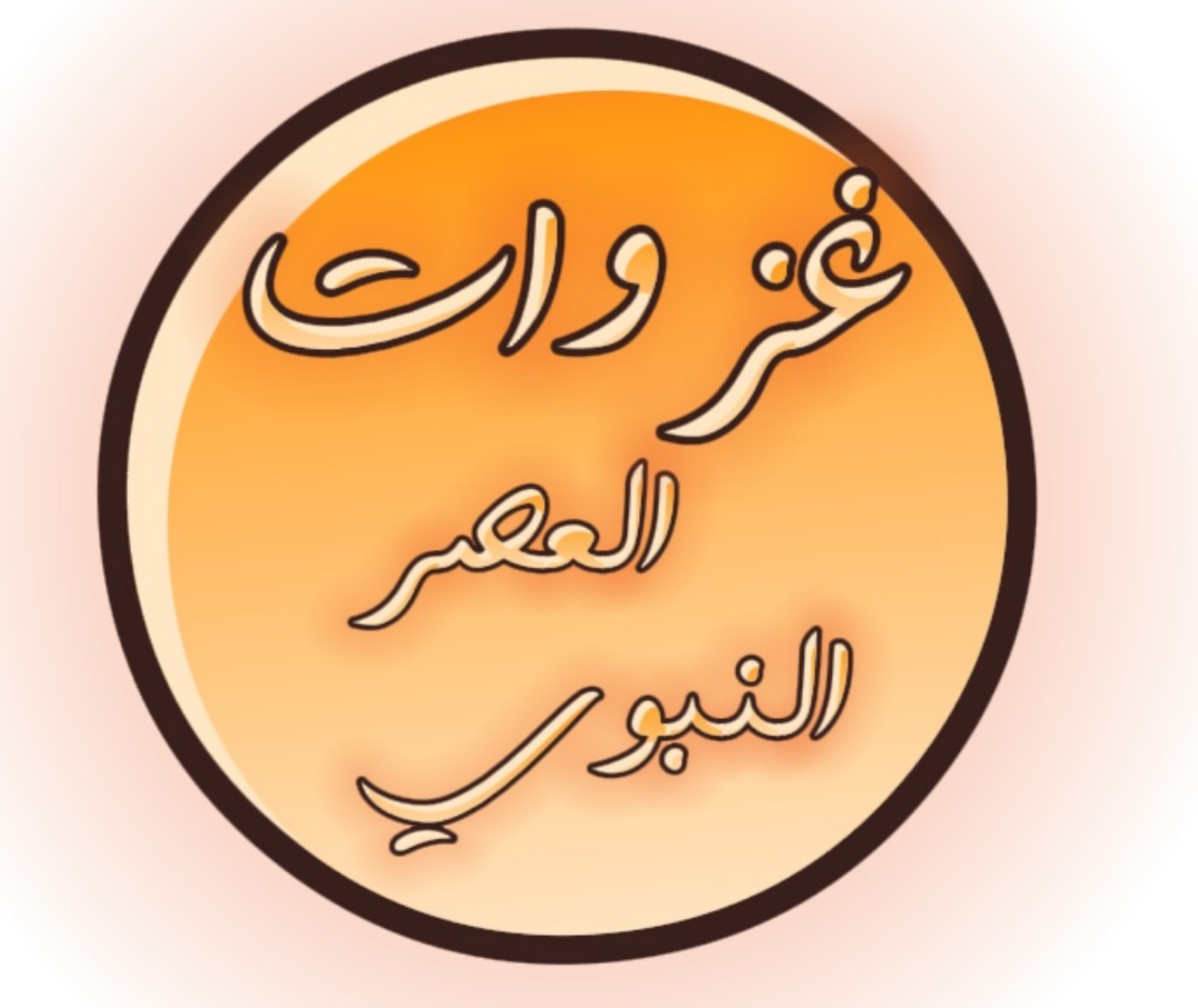
غزوات الرسول محمد

مَعرَكة بُحْران أو غَزْوَةُ بُحْران إحدى غزوات نبي الإسلام محمد حيث خرج في ربيع الآخر في سنة 3 هـ يريد قريشا واستخلف عبد الله بن أم مكتوم فبلغ بحران معدنا بوادي حجر في الحجاز ثم رجع ولم يلق حربا فصل غزوة بني قينقاع ونقض بنو قينقاع أحد طوائف اليهود بالمدينة العهد وكانوا تجارا وصاغة وكانوا نحو السبعمائة مقاتل فخرج محمد لحصارهم واستخلف على المدينة (بشير بن عبد المنذر) ، فحاصرهم خمس عشرة ليلة ونزلوا على حكمه فشفع فيهم عبد الله بن أبي ابن سلول لأنهم كانوا حلفاء الخزرج وهو سيد الخزرج فشفعه فيهم بعد ما ألح على محمد وكانوا في طرف المدينة فصل قتل كعب بن الأشرف وأما كعب بن الأشرف اليهودي فإنه كان رجلا من طيء، وكانت أمه من بني النضير وقيل انه كان يؤذي محمد والمسلمين ويشبب في اشعاره بنسائهم وذهب بعد وقعة بدر إلى مكة وألب على محمد فندب محمد المسلمين إلى قتله فقال «من لي بكعب بن الأشرف فإنه قد آذى الله ورسوله» فانتدب رجالاً من الأنصار ثم من الأوس وهم محمد بن مسلمة وعباد بن بشر بن وقش وأبو نائلة واسمه سلكان بن سلامة بن وقش وقيل أنه كان أخا كعب بن الأشرف من الرضاعة، والحارث بن أوس بن معاذ وأبو عبس بن جبر وأذن لهم أن يقولوا ما شاؤوا من كلام يخدعونه به وليس عليهم فيه جناح فذهبوا اليه واستنزلوه من أطمه ليلا وتقدموا إليه بكلام موهم بالتعريض بمحمد فاطمأن اليهم فلما استمكنوا منه قتلوه وجاؤوا في آخر الليل وكانت ليلة مقمرة فانتهوا إلى محمد وهو قائم يصلي فلما انصرف دعا لهم وتشير المصادر الإسلامية ان الحارث بن أوس بن معاذ قد جرح ببعض سيوف أصحابه فتفل على جرحه فبرأ من وقته ثم أصبح اليهود يتكلمون في قتله فأذن في قتل اليهود.